# Hartwig von Bülow (Domdechant)
Hartwig von Bülow, auch Hartwich (* Dienstag nach Dionysii (* 12. Oktober)  1568; † 11. Juni 1639 in Ratzeburg) war ein deutscher Gutsherr und Domdechant des Hochstifts Ratzeburg.
Er stammte aus dem mecklenburgischen Uradelsgeschlecht von Bülow und war Sohn von Hans von Bülow, Erbherr auf Pokrent, und dessen Frau Dorothea, geb. von Weyl. 1571 wurde er Domherr am Ratzeburger Dom und nahm 1599 seine Residenz am Dom auf. 1611 wurde er vom Kapitel zum 12. Domdechanten erwählt. Seine Amtszeit war bestimmt von den Folgen des Dreißigjährigen Krieges und Auseinandersetzungen um die Administratur des Bistums im Kapitel sowie mit dem Stiftshauptmann Hermann Clamor von Mandelslo um die Einkünfte und Rechte des Kapitels.

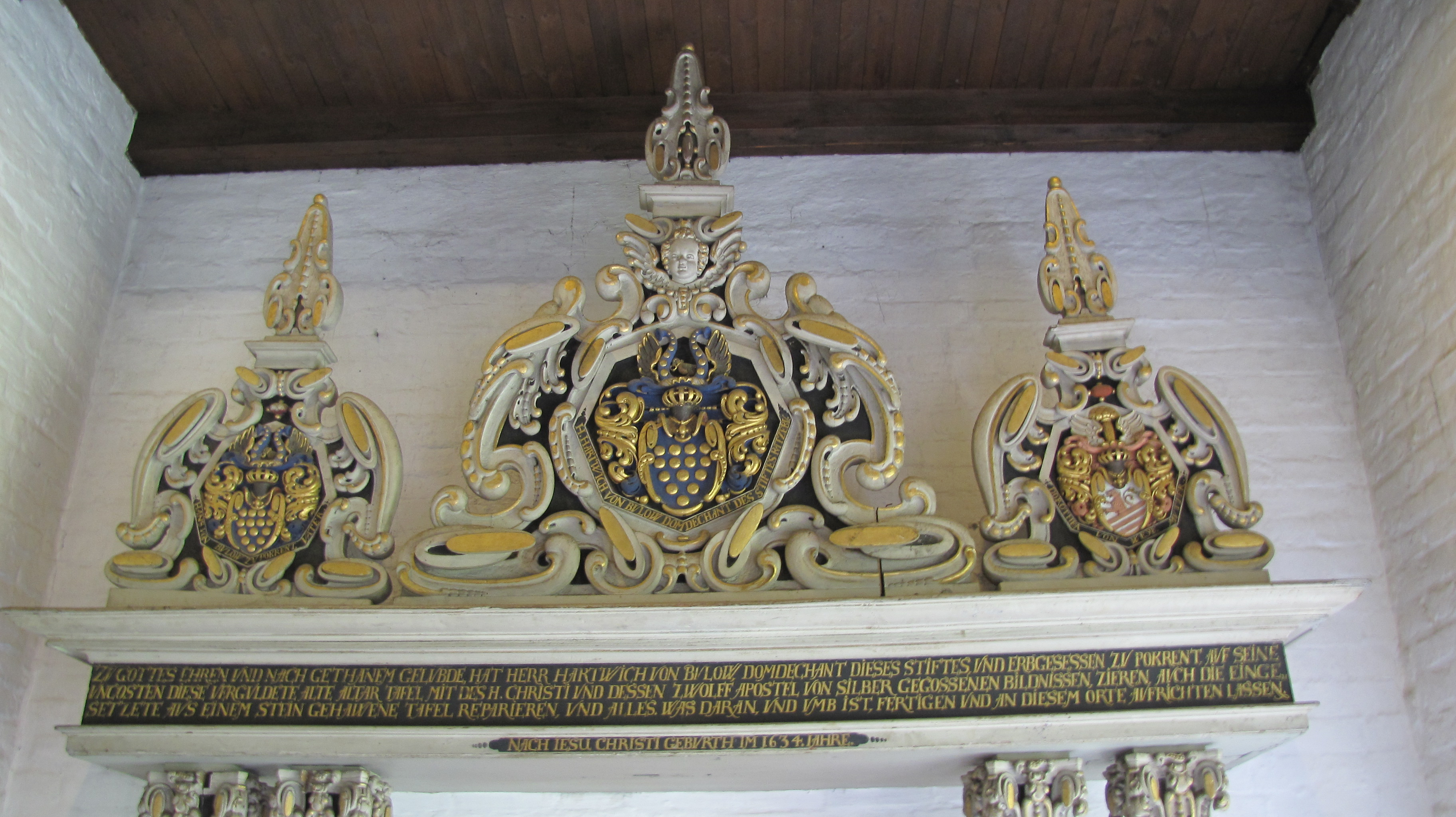
Aufsatz Bülows für den Apostelschrank im Ratzeburger Dom mit seinem Wappen und denen seiner Eltern

Als Dechant förderte Hartwig von Bülow den Bildhauer Gebhard Jürgen Titge, der neben dem neuen Hochaltar auch Bülows eigenes Epitaph im Ratzeburger Dom schuf. Dem Dom stiftete er 1634 silberne Apostelfiguren (die 1830 gestohlen wurden) und eine neue, barocke Umrahmung für den gotischen Hochaltar (Apostelschrank).
In mehreren Kirchen des Hochstifts, über die das Kapitel das Kirchenpatronat hatte, war er für deren Renovierung verantwortlich und stiftete aus eigenem Vermögen Kunstgegenstände. Dazu gehören auch die Votivtafeln in der Kirche von Dorfkirche Carlow und ein Altarleuchter in der Dorfkirche Schlagsdorf. In der Dorfkirche Demern hat sich eine Kirchenbank mit seinem Wappen aus dem Jahr 1611 erhalten.